# Comuna Bratoliubivka, Dobrovelîcikivka
Bratoliubivka (în ucraineană Братолюбівка) este o comună în raionul Dobrovelîcikivka, regiunea Kirovohrad, Ucraina, formată din satele Bratoliubivka (reședința), Novoviktorivka și Vorobiivka.

## Demografie
Componența lingvistică a comunei Bratoliubivka
     Ucraineană (97,16%)
     Rusă (1,26%)
     Română (1,26%)
     Alte limbi (0,32%)
Conform recensământului din 2001, majoritatea populației comunei Bratoliubivka era vorbitoare de ucraineană (97,16%), existând în minoritate și vorbitori de rusă (1,26%) și română (1,26%).